# Сесвете (футбольный клуб)
НК Сесвете (хорв. Nogometni Klub Sesvete) — хорватский футбольный клуб из одноимённого района Загреба, столицы Хорватии. Домашние матчи команда проводит на стадионе ШРЦ Сесвете, вмещающем 3 500 зрителей. С 2011 года клуб выступает в хорватской Второй лиге.

## История
Футбольный клуб «Сесвете» был основан в 1941 году под названием «Радник Сесвете» (хорв. Radnik Sesvete), а официально зарегистрирован в 1945 году. В течение многих лет команда с переменным успехом выступала в лиге Загребского футбольного союза (ZNS) до того момента, когда произошёл взрыв на военном складе "Duboki Jarak" в апреле 1994 года, который находился в непосредственной близости от поля и раздевалок футбольного клуба. В результате весь комплекс был уничтожен и усыпан боеприпасами. В результате «Сесвете» на 11 лет прекратил своё существование.
В 2005 году группа бывших футболистов «Сесвете» и энтузиастов решила возродить «Радник Сесвете», получив поддержку у Загребского футбольного союза и местных властей. В конце года было созвано собрание учредителей клуба, на котором был принят устав клуба и были выбраны органы управления.
В 2010 году «Радник Сесвете» вышел в Третью лигу, тогда же он стал фарм-клубом загребского «Динамо». Спустя год команда выиграла Западную группу Третьей лиги и тем самым завоевала право играть во Второй лиге Хорватии.
По итогам сезона 2012/2013 «Радник Сесвете» должен был вылететь из Второй лиги, но занявший более высокое место в турнирной таблице «Виноградар» был отправлен в Четвёртую лигу из-за финансовых проблем, и загребский клуб остался в лиге. 8 июля того же года он сменил своё название на «НК Сесвете», был представлен новый клубный герб.